# Горобієвська Ганна Остапівна
Ганна Остапівна Горобієвська (17 серпня 1931, Київ) — український художник, член Спілки художників СРСР, з 1962 — член Спілки художників України.

## Життєпис
Народилася 17 серпня 1931 року в Києві. Сім'я жила в центрі Києва, на вулиці Стрілецькій, поруч із Софійським собором. Батьки Ганни Остапівни познайомилися в 1929 році в Києві. Батько, Остап Дем'янович Горобієвський, народився і жив у Львові, який перебував тоді у складі Польщі. Він був актором і переїхав до Києва, де в 1926 році відкрилася Польська драматична студія. Там же працювала і артистка Ванда Василевська, мати Анни Остапівни. У влади Радянської України з'явилися претензії до діяльності співробітників театру. Це спричинило заборону вистав, критику в пресі, зняття п'єс з репертуару, а незабаром переросло і в арешти акторів, в тому числі й батьків Ганни. У 1933 р. їх звинуватили в контрреволюційній діяльності, приналежності до Польської військової організації та заарештували. Батька засудили на три роки ув'язнення і вислали до табору - в район озера Байкал. У березні 1938 р. він був розстріляний. Ванді Василевській вдалося уникнути подальших репресій. Після закриття Польського театру вона пішла працювати до Театру російської драми. У ньому її і застала німецько-радянська війна.
У 1942 р. фашисти вивезли Ганну разом з її матір'ю, бабусею та групою інших полонених на роботи до Угорщини. Там у 1944 р. Ганна Горобієвська вивчила угорську мову та працювала певний час перекладачем у коменданта міста Мако. Після переходу Угорщини під контроль Радянської армії у 1944 р. родина перебралася до Боярки під Києвом, оскільки квартира на Стрілецькій вулиці виявилася зайнята іншими мешканцями. Заробляючи на життя, Ванда стала розписувати хустки в техніці батик. Згодом працювала у художній артілі, де навчилася техніці розпису по шовку. Пізніше Ванда брала участь у виставках в СРСР, в 1960-ті роки їздила зі своїми творами за кордон - вони виставлялися в декількох країнах, в тому числі в Канаді.
У 1944 р. Гнна Горобієвська, будучи 13-річною дівчинкою, почала працювати на Київській кіностудії.
У 1952-1958 р. вчилася в Київському художньому інституті, де техніку плаката викладав В. Касіян. Саме цей напрямок мистецтва зіграв у її творчості провідну роль. Другим учителем був видатний графік і живописець М. Дерегус. За визнанням Горобієвської, саме він зробив найбільший вплив на її творчість. Згодом, уже під час навчання в Академії мистецтв, він був її куратором.
Від 1956 р. - учасниця всеукраїнських, всесоюзних та зарубіжних виставок.
У 1962 р. завершила навчання у творчих майстернях Академії мистецтв СРСР у Києві (керівник М. Дерегус).
У 1962 р. вийшла заміж, і у 1964-1970 рр. працювала під прізвищем чоловіка - Валюга. Видані в цей період листівки підписані ім'ям «А. О. Валюга ». У 1966 р. в родині народився син - В'ячеслав. Під час навчання в Академії художниця отримала трикімнатну квартиру на Русанівці. У 1970 р. подружжя розлучилося.
На даний момент живе в своїй квартирі з сином В'ячеславом і його сім'єю. Останні роки тяжко хворіє - прикута до ліжка і майже повністю втратила зір.

## Творча діяльність
Розквіт творчості художниці припав на 1950-1970-ті роки. Ще під час навчання в інституті Анна Горобієвська захопилася жанром плаката. Вже перші її роботи отримали високу оцінку, експонувалися на республіканських виставках. Її плакат «Учасникам фестивалю - привіт!», присвячений Фестивалю молоді УРСР в 1957 році, демонструвався на Виставці робіт молодих художників, приуроченої до фестивалю; в тому ж році плакат був виданий Державним видавництвом образотворчого мистецтва і музичної літератури УРСР. Дипломною роботою був плакат - «Мир» (1958 р.). З ним вона брала участь майже у всіх республіканських і всесоюзних художніх виставках тих років. Тоді ж почалася співпраця Анни Горобієвська зі Сільськогосподарським видавництвом. Для нього вона створила ряд плакатів кінця 1950-х - початку 1960-х років: «Дати Вітчизні більше молока», «Кукурудзі - дорогу і повагу», «Зацвітимо Вітчизну зеленими садами» та ін. Інші теми її плакатів тих років - школа; прославляння праці робітників і селян; патріотичні плакати на тему Батьківщини, щасливого життя в СРСР, завоювань Жовтня. Головним чином, художниця працювала в Майстерні агітплакату Спілки Художників УРСР.
Оформила павільйон «Садівництво» для ВДНГ (1959)
З 1960 р. почала отримувати замовлення на ілюстрування українського дитячого журналу «Барвінок» та ескізи листівок. З часом коло ілюстрованих Ганною Остапівна видань розширився: до «Барвінку» додалися журнали «Малятко», «Піонерія». Потім вона стала ілюструвати навчально-освітню літературу для українських шкіл - «Буквар», «Джерельце», «Зірочка», дитячі книжки. Ця діяльність привела її до співпраці з книжковим видавництвом «Радянська школа» (з 1991 р. - «Освіта»). Горобієвська створювала ілюстрації для шкільних підручників і збірок для позакласного читання школярів.
Горобієвська також створювала листівки, які випускалися видавництвом «Мистецтво» . У видавництві «Мистецтво» Ганна Остапівна пропрацювала до 1980-х років. Потім воно розділилося на два: «Мистецтво» і «Реклама». Художниця перейшла працювати до видавництва «Реклама» на посаду редактора. Видавництво займалося випуском рекламних плакатів, листівок - в основному, з техніки безпеки, а також видавало вітальні листівки. Тут вона пропрацювала до пенсії.
Ця робота припинилася з розпадом СРСР. До 1993 р. ще видавалися деякі із запланованих раніше листівок. Але вони виходили в обмеженій кількості та малим накладом.
У 1993 році Ганна Остапівна залишила видавництво і малювала вдома, почала писати ікони.